# Elieser ben Nathan aus Mainz
Elieser ben Nathan aus Mainz (auch: Elieser bar Nathan) (ungefähr 1090 in Mainz–1170) war Halachist und liturgischer Dichter.
Sein bekanntestes Werk ist Eben ha-eser („Stein der Hilfe“), Ritualwerk und zugleich kultur- und literargeschichtliche Quelle ersten Ranges.
Elieser ist Autor einer Chronik über das Pogrom im Umfeld des Ersten Kreuzzugs (1096), das er als Kind und Augenzeuge miterlebte. Verfasst hat er seinen Bericht darüber noch vor dem Beginn des Zweiten Kreuzzugs 1146 in hebräischer Sprache.